# 九条武子

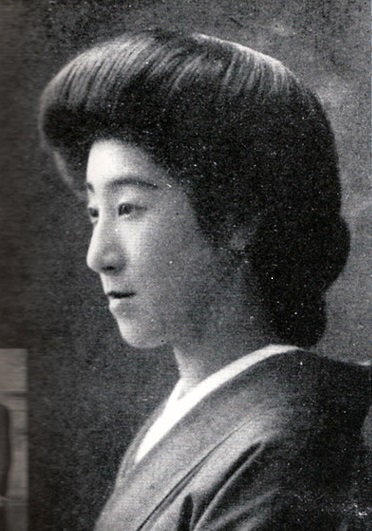
九条武子

九条 武子（くじょう たけこ、1887年〈明治20年〉10月20日 - 1928年〈昭和3年〉2月7日）は、日本の教育者・歌人、後年には社会運動活動家としても活動した。

## 来歴

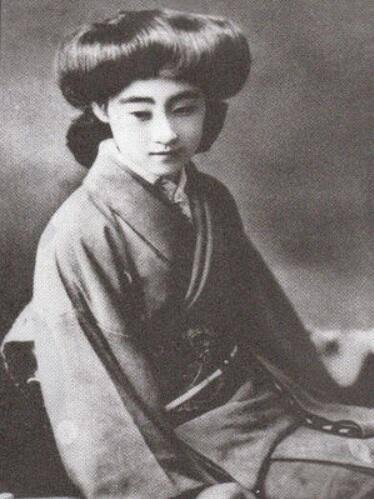
大谷武子（少女時代の九条武子）

西本願寺第21代法主・明如（大谷光尊）の次女（母・藤子は光尊の側室で紀州藩士族の子女）として京都で生まれる。義姉・大谷籌子裏方（大谷光瑞夫人）を助けて仏教婦人会を創設し、1911年（明治44年）に籌子が死去した際には本部長に就任、同会運営の重責を果たした。
仏教主義に基づく京都女子専門学校（現・京都女子学園、京都女子大学）を設立、1923年（大正12年）9月1日の関東大震災で自身も被災するが一命を取りとめ、全壊した築地本願寺の再建、震災による負傷者・孤児の救援活動（「あそか病院」などの設立）などさまざまな事業を推進した。
佐佐木信綱に師事して和歌にも長け、『金鈴』『薫染』などの歌集がある。愛唱されている仏教讃歌の「聖夜」は、1927年（昭和2年）7月に出版された随筆『無憂華』の中に収められている。「聖夜」の作曲は、中山晋平で、歌詞は七五調で構成され、夜空に輝く美しい数多の星のようにおわする仏たちに護られて生きていることの歓喜と安らぎが表現されている。
1928年（昭和3年）2月7日、震災復興事業での奔走の無理がたたり、敗血症を発症して東京府豊多摩郡千駄ヶ谷町原宿の病院において、42歳で念仏のうちに往生した。法名は厳浄院釈尼鏡照。宗門では、武子の命日を如月忌（きさらぎき）と呼んでいる。墓所は東京都杉並区永福の築地本願寺和田堀廟所。

## 人物

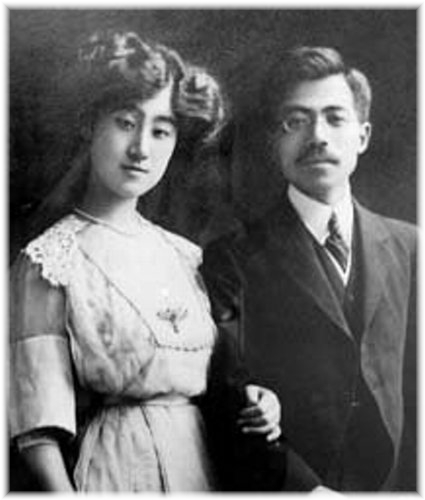
九条武子と夫の良致（1910年）

- 武子は才色兼備としてもてはやされ、柳原白蓮（大正天皇生母・柳原愛子の姪）、江木欣々とともに大正三美人と称された。
- 私生活では1909年（明治42年）9月、公爵家出身で正金銀行勤務・男爵九条良致（くじょう よしむね）に嫁いだ。良致は左大臣であった九条道孝の子で、武子の兄・光端の妻である籌子の実弟にあたる。この結婚は、西本願寺大谷家300年の歴史において、当家の女性が信徒でない者と結婚する初めての例となった[2]。
- 武子は結婚した年の12月、天文学を学びたいという良致の希望により3年間の予定で[3]勤務先兼留学先（ケンブリッジ大学）に随行し、ロンドン郊外のバーンズ（ 3 Kitson Road, Barnes.二人が暮らした建物は現存[2])で暮らしたとされるが、同行した大谷探検隊の随行員の記録では、欧州到着後武子は籌子と地中海周遊に出ており、ロンドンでは別居とある[4]。武子は渡英1年半の1910年10月に帰国し、良致はそのまま英国滞在という別居状態が十数年続いた。これには美貌・教養・家柄（大谷家は伯爵家）の誉れ高き武子に、良致がなじめなかったからではないか等、夫婦不和の憶測もあったが、武子は離婚どころか浮いた言動一つとらず、良致の帰国をひたすら待ちつづけた。
- 1920年（大正9年）年末に良致が帰国し、東京・築地本願寺近くで夫婦同居[5]。武子・良致の間に子はなかったものの、関東大震災などを経て、武子自身の死までよき夫婦関係であったと伝えられている。実際には武子には幼なじみで秘められた恋人がいたが、表に出す事はなく、死ぬまで聖女としての姿を通した。二人の夫婦仲は、結婚間もなく外遊に出発したときにはすでに口もきかない間柄であり、別居中何度も武子は離婚を求めたが実家の西本願寺が体面からそれを許さず、良致も英国滞在中にイギリス女性との間に二子をもうけていたとも言われる[6]。良致は養老信託株式会社を興すが、1922年に為替手形3000円の支払い請求訴訟を起こされている[7]。

## 京都女子大学設立について

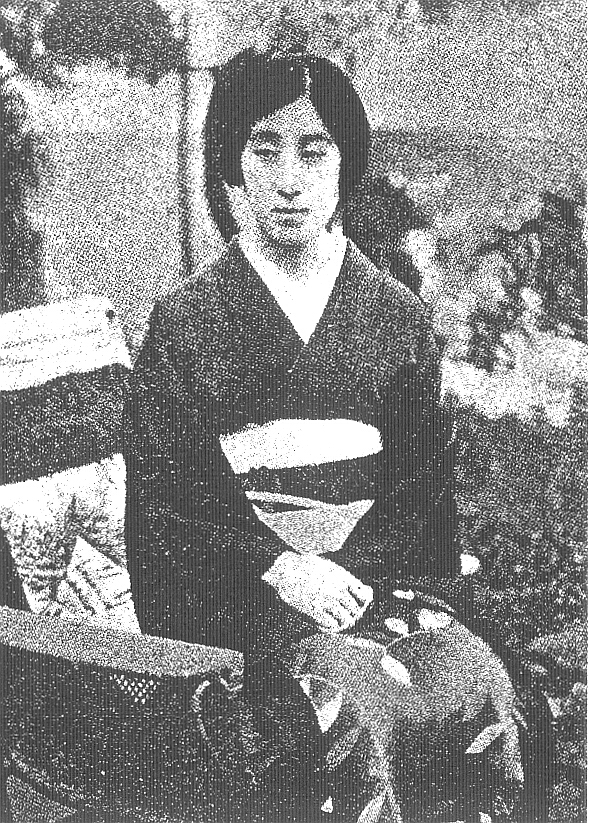
九条武子

- 1912年（明治45年）に、武子が所属する西本願寺仏教婦人会連合本部が、「女子大学設立趣意書」を配布した。「趣意書」では、まず、「国運の発達は、国民の開発に由らざるべからず」として、教育の重要性を訴えている。しかし、当時の教育は「男子に厚くして女子に薄きことなき耶」として女子の教育拡充をもとめている。そのため、「家政及び国漢文、歴史、外国語等教科を設くる所以、教育設備の、女子に薄くせざるの意を拡充し、勉めて常識の発達、趣味の養成、徳性の涵養を図り、女子の職分を尽くさしめて、国体の精華を発揮せんと欲するに在り」として、女子大学の設立を呼びかけた。また、本願寺派の仏教者である武子は「宗門」の女子大学設立ということにこだわった。というのは、既存の女子大学である同志社女子大学などの建学の精神が「異教」（キリスト教）であったためである。
- 2000年に、武子らが学校設立のために活動した錦華殿（大谷光端自邸）が同大学内に復元された[8]。

## 著書
- 佐佐木信綱 編『金鈴』竹柏会〈心の華叢書〉、1920年6月。 NCID BA66235960。全国書誌番号:43030637。
- 『無憂華』実業之日本社、1927年2月。 NCID BN05261324。全国書誌番号:47022153。
  - 『無憂華』彩光社、1947年2月。 NCID BN03640569。全国書誌番号:46027702。
  - 『無憂華』大衆文芸社、1950年2月。 NCID BN09849678。全国書誌番号:49002843。
- 『薫染』実業之日本社、1928年11月。 NCID BN07114783。全国書誌番号:47037710。
- 『白孔雀』太白社、1929年12月。 NCID BA45881355。全国書誌番号:47001325。
- 佐佐木信綱 編『九条武子夫人書簡集』実業之日本社、1929年4月。 NCID BN07217844。全国書誌番号:47037145 全国書誌番号:47037511。
- 『九条武子歌集』野ばら社、1959年1月。 NCID BA60254893。全国書誌番号:59002680。
  - 『九条武子歌集』野ばら社、1969年10月。 NCID BA55318818。全国書誌番号:75013454。
- 東京親鸞会 編『共苦共楽 九条武子の生涯と歌集』土屋書店、1972年10月。全国書誌番号:75015408。

## 歌碑
- おほいなるものの ちからにひかれゆく わがあしあとの おぼつかなしや（東京築地本願寺境内）
- 山の院連子の端にせきれいの巣あり雛三つ母待ちて鳴く（比叡山西塔）